# Lentomita stylophora
Lentomita stylophora är en svampart som först beskrevs av Berk. & Broome, och fick sitt nu gällande namn av Pier Andrea Saccardo 1882. Lentomita stylophora ingår i släktet Lentomita och familjen Chaetosphaeriaceae.   Inga underarter finns listade i Catalogue of Life.